# جوناثان هاويس
جوناثان هاويس هو سياسي أمريكي، ولد في 11 أبريل 1937 في نوكسفيل في الولايات المتحدة، وتوفي في 31 مايو 2015 في تشابل هيل في الولايات المتحدة. نشط حزبياً في الحزب الديمقراطي.